# Филипповка (Приморский край)
Филипповка — село в Хасанском районе Приморского края, входит в состав Барабашского сельского поселения.

## Географическое положение
Филипповка расположена на Филипповском ключе, притоке реки Барабашевка, на расстоянии 11 км от побережья бухты Мелководной Амурского залива.
Село расположено на автомобильной трассе А189 Раздольное — Хасан.
Расстояние до райцентра, посёлка Славянка, по дороге составляет 55 км, до Владивостока — около 120 км.
Ближайшая железнодорожная станция Приморская расположена на расстоянии 16 км к югу от посёлка Приморский.

## История
Дата основания села — 1938 год.

## Население
| 2002 | 2004 | 2005 | 2009 | 2010 |
| ---- | ---- | ---- | ---- | ---- |
| 461  | ↗548 | ↘490 | ↘412 | ↗450 |

## Улицы
- ул. Заречная,
- ул. Зелёная,
- ул. Комарова,
- ул. Хасанская,
- ул. Школьная.

## Достопримечательности
- Мемориальный комплекс 3-х воинских захоронений 1945 года[5].